# Netelia trituberculata
Netelia trituberculata är en stekelart som först beskrevs av Joseph Augustine Cushman 1924.  Netelia trituberculata ingår i släktet Netelia och familjen brokparasitsteklar. Inga underarter finns listade i Catalogue of Life.